# Јагала
Јагала (ест. Jägala jõgi) река је у Естонији која протиче северним делом земље преко територије округа Јарвама и Харјума. Свој ток започиње на западним падинама побрђа Пандивере, а улива се у Фински залив Балтичког мора.
Укупна дужина водотока је 98,9 km, док је површина басена 1.481,3 km². Најважније притоке су Јијелахтме са леве и Амбла, Јанијиги, Мустјиги и Содла са десне стране. Укупан пад корита је 82 метра, док је просечан пад 0,82 метра по километру тока.
У средњем делу тока протиче кроз мочварно подручје Кирвама. На неких 4 km узводно од ушћа прави један од највећих и најлепших водопада у Естонији, Јагала југа висине 8 метара.
Крајем 70-их година прошлог века река Јагала је била на ивици еколошке катастрофе због огромне количине отпадних индустријских вода које су се сливале у њу. Колико је река била загађена најбоље сведочи податак да је на њеним обалама снимљен совјетски научнофантастични постапокалиптички трилер Сталкер. Због удисања отровних испарења које је испуштала оближња хемијска фабрика сам редитељ филма Андреј Тарковски умро је неколико година касније, баш као и још неколико чланова екипе.
У каснијим година речно корито је очишћено, а загађеност сведена на прихватљив ниво.